# Аквариум (Дубай)
Аквариум в торгово-развлекательном центре «Дубай» (англ. Aquarium of the Dubai mall) — один из самых больших океанариумов мира, расположен в самом крупном торгово-развлекательном центре Ближнего Востока — «Дубай Молл».

## Описание
Океанариум в Дубае рассчитан на 10 млн литров воды и имеет наибольшую в мире внешнюю панель для просмотра обитателей морей. Под аквариумом расположен туннель для посетителей, откуда можно наблюдать за 33000 различных морских обитателей океана, включая тигровых акул и скатов. Над аквариумом находится зоопарк с множеством видов рыб и морских обитателей, пингвинами, змеями и рептилиями.
Океанариум является одним из крупнейших в мире крытых океанариумов. А в конце 2012 года океанариум (аквариум) удостоился престижного сертификата-награды Certificate of Excellence.
В Аквариуме Дубай открыта «Школа Океана».
Это образовательная программа, которая предназначена для студентов всех возрастов, охватывает различные темы разнообразной морской жизни, такие как адаптация, тактика выживания и воспроизводства.